# Camelot (OAV)
Camelot (愛と剣のキャメロット 漫画家マリナタイムスリップ事件?, Ai to ken Camelot: Mangaka Marina time slip) è un OAV del 1990, diretto da Fumiko Ishii e Osamu Kobayashi.

## Trama
Mentre si trova al compleanno di un suo amico, Kaoru, la giovane mangaka Marina risponde a una particolare domanda su cosa sia per lei l'amore. All'improvviso salta la corrente e sopra la villa di Kaoru appare un'enorme draghessa, circondata da tuoni e fulmini, con lo scopo di portare il gruppo di ragazzi nel regno di Camelot, per salvarlo da Morgana, sorella di Artù e perfida strega. Marina e i suoi cinque amici giungono così nel regno incantato, dove utilizzando la mitologica spada Excalibur riescono a far salire Re Artù sul trono e a sconfiggere Morgana.

## Distribuzione
In Giappone, l'OAV è stato distribuito a partire dal 25 agosto 1990 dalla Toho; in Italia è stato pubblicato direttamente in VHS nel 1993 dalla Eden Video. Un ulteriore OAV, senza alcun legame di continuità con Camelot, è stato tuttavia intitolato nei suoi passaggi televisivi in Italia Ritorno a Camelot.

## Doppiaggio
L'edizione italiana è stata curata dalla CRC - Cooperativa rinascita cinematografica di Roma, e a causa dei costi contenuti del doppiaggio i vari doppiatori interpretano contemporaneamente più ruoli.
| Personaggio  | Doppiatore giapponese | Doppiatore italiano |
| ------------ | --------------------- | ------------------- |
| Marina Ikeda | Megumi Hayashibara    | Monica Ward         |
| Re Artù      | Kazuhiko Inoue        | Sergio Luzi         |
| Kaoru        | Keiko Toda            | Beatrice Margiotti  |
| Ron          | Mari Matsuo           | Beatrice Margiotti  |
| Dora         | Naoko Matsui          | Beatrice Margiotti  |